# シリフケ
シリフケ（トルコ語:Silifke）は、トルコ・メルスィン県の町、およびそれを中心とした自治体であり、メルスィンの西80キロメートル、チュクロヴァ地方（Çukurova）の西の端にある。
町は地中海岸に近く、トロス山脈から流れるギョクス川（Göksu）の両岸に広がっている。川に沿って豊かな田舎風景が広がっている。

## 呼称
シリフケはかつて、セレウキア・アド・カリュカドヌム（ラテン語:Seleucia ad Calycadnum、カリュカドヌムのセレウキア）と呼ばれており、その後キリキアのセレウキア、イサウリアのセレウキア、セレウキア・トラケア、セレウキア・トラケオティスなどの名前で記されてきた。古代都市オルバ（Olba）も現代のシリフケの市域内にある。
ギリシャ語での呼称はセレウケイア（古代）、セレフキア（現代）（Σελεύκεια / Seleucia）である。

## 経済
地区の経済は農業、観光、畜産業に依存している。シリフケの町は海岸沿いの平地にあり、豆類やピーナッツ、ゴマ、バナナ、オレンジ、レモン、綿花、レンズマメ、オリーブ、タバコ、果物や野菜の缶詰が生産されている。シリフケでは肥沃なギョクス・デルタに水を供給する灌漑計画が進行中である。また、冬の間にイチゴやその他の野菜、果物のハウス栽培を可能するために、大規模な投資が行われた。
シリフケには製造業もあり、他の都市圏との交通網が発達しており、飲料や化学製品、衣類、靴、ガラス、プラスチック、陶磁器、織物などが生産されている。

## 気候
シリフケの夏は長く、暑く晴れ渡っており、冬は短く温暖で晴れている。

## 歴史

### 古代
カルカドヌス川（Calycadnus、現在のギョクス川）の河口に近いセレウキアは、セレウコス1世によって紀元前3世紀初頭に築かれ、数あるセレウコスの名を冠する町のひとつとなった。この地には更に古くからオルバ（Olba）やヒュリア（Hyria）と呼ばれる都市があり、セレウコスは単にそれらの町を統合して自分の名前をつけただけの可能性もある。町は拡大して、近くの集落ホルミ（Holmi、現代のタシュジュ Taşucu）を吸収した。ホルミはかつてイオニアの植民地として築かれた町であったが、海岸に面していたことから略奪者・海賊の攻撃にさらされ続けていた。川に沿って内陸側に作られたセレウキアは海賊の襲撃に強く、より安全であったため、キリキア（後にイサウリア）の一角を占める港として商業的に発展し、タルススと競合するまでになった。
キリキアはローマ帝国の領土となり、セレウキアには2世紀にユーピテル神殿が建造されて宗教的拠点となった。また、哲学や文学の学問所があり、逍遙学派のアテナエウス（Athenaeus）やクセナルクス（Xenarchus）が生まれた。紀元後77年にオクタヴィウス・メモル（L.Octavius Memor）によって石橋が建造された。紀元後300年ごろ、イサウリアが設置され、その州都となった。

### キリスト教
325年、359年、410年に、初期キリスト教の主教らによるセレウキア教会会議（Council of Seleucia）が開かれた。セレウキアは、パウロによって改宗した聖人テクラ（Thecla of Iconium）が死去した地であり、その墓はキリスト教徒たちに崇められ、5世紀の皇帝ゼノンをはじめとし、何度か修復が繰り返された。今日その遺構と聖域はメリアムリク（Meriamlik）と呼ばれている。5世紀にはセレウキアに住む帝国の属州総督は、Legio II IsauraとLegio III Isauraの2つのローマ軍団を抱えていた。この頃から後にかけての、キリスト教徒のネクロポリスが町の西にあり、多くのキリスト教徒の兵士の遺骨が納められている。アンティオキアのNotitia Episcopatuumによると、6世紀のセレウキア府主教の下には、24の補佐主教がいた。
705年、セレウキアはイスラム教徒のアラブ人の兵士に占領され、ビザンティン帝国により奪還された。732年、イサウリアのほぼ全ての教区がコンスタンディヌーポリ総主教庁の下に組み込まれ、それ以降、地域はパンピュリアの名で帝国のNotitiaeに記されるようになった。
レオーン6世（ca. 900）のNotitiaeでは、セレウキアには22人の補佐主教がおり、コンスタンティノス7世（ca. 940）のものでは23人がいるとされた。968年にはアンティオキアは再びビザンティン帝国の支配下となり、イサウリア属州と共に、セレウキアはアンティオキア総主教区（Patriarchate of Antioch）の一部となった。
この教区に属する府主教の中には、325年に第1ニカイア公会議に出席したアガペトゥス（Agapetus）、359年のセレウキア教会会議に出席したネオナス（Neonas）、381年にコンスタンティノポリス公会議に出席したシュンポシウス（Symposius）、431年にエフェソス公会議に出席したデクシアヌス（Dexianus）、エフェソス強盗会議やカルケドン公会議では野心的な牽引役を担ったバシル（Basil）、553年に第2コンスタンティノポリス公会議に出席したテオドロス（Theodore）、692年に第3コンスタンティノポリス公会議やトルッロ教会会議（Council in Trullo）に出席したマクロビウス（Macrobius）などがいた。
セレウキアにはその後もカトリック教会の名目上の教区（titular see）が設定されているが、1971年の主教の死去後は空位となっている。

### オスマン帝国時代以降
11世紀、町はセルジューク朝に抵抗の末に征服され、1137年にはキリキア・アルメニア王国のレヴォン1世（Leon）によって包囲された。アルメニアとビザンティン、十字軍、トルコ人による争いが続いたこの間に、町を見下ろす高台に要塞が築かれた。1190年6月10日、第3回十字軍のさなかにあった神聖ローマ帝国のフリードリヒ1世は、カリュカドネス川を超えるのに失敗して落命した。
13世紀、セレウキアは聖ヨハネ騎士団の支配下となったが、13世紀後半にはトルコ人のカラマノール侯国（Karamanoğlu）の手に落ち、1471年にゲディク・アフメト・パシャ（Gedik Ahmet Pasha）将軍の指揮の下、オスマン帝国の占領下となった。
トルコ共和国成立後、1930年までシリフケはトルコ共和国のイチェル県の県都であったが、この年の総選挙で野党の自由共和党（Liberal Republican Party）に票が集まったことへの報復としてメルスィンの一部に組み込まれた。旧イチェル県と旧メルスィン県は統合されてイチェル県となり、メルスィンが県都とされた。2002年にイチェル県はメルスィン県へと改称された。

## 主なみどころ
多くの古代遺跡が市内に残されている。最も目立つものとして、町の背後にそびえる岩山に立つ城がある。また、町を取り囲んでいた城壁や、岩を掘って作られた水槽、岩の中に築かれた巨大なネクロポリスなどがある。
この他に、シリフケ近くの主な見所には次のようなものがある。
- 2箇所で地面が崩壊し、地下に巨大な空洞が姿を現した「天国と地獄」（Cennet ve Cehennem）
- ナルルクユ（Narlıkuyu） - 海岸沿いの美しい村で、海の幸と景色を楽しむことができる
- ドクトルン・イェリ（Doktorun Yeri）の森

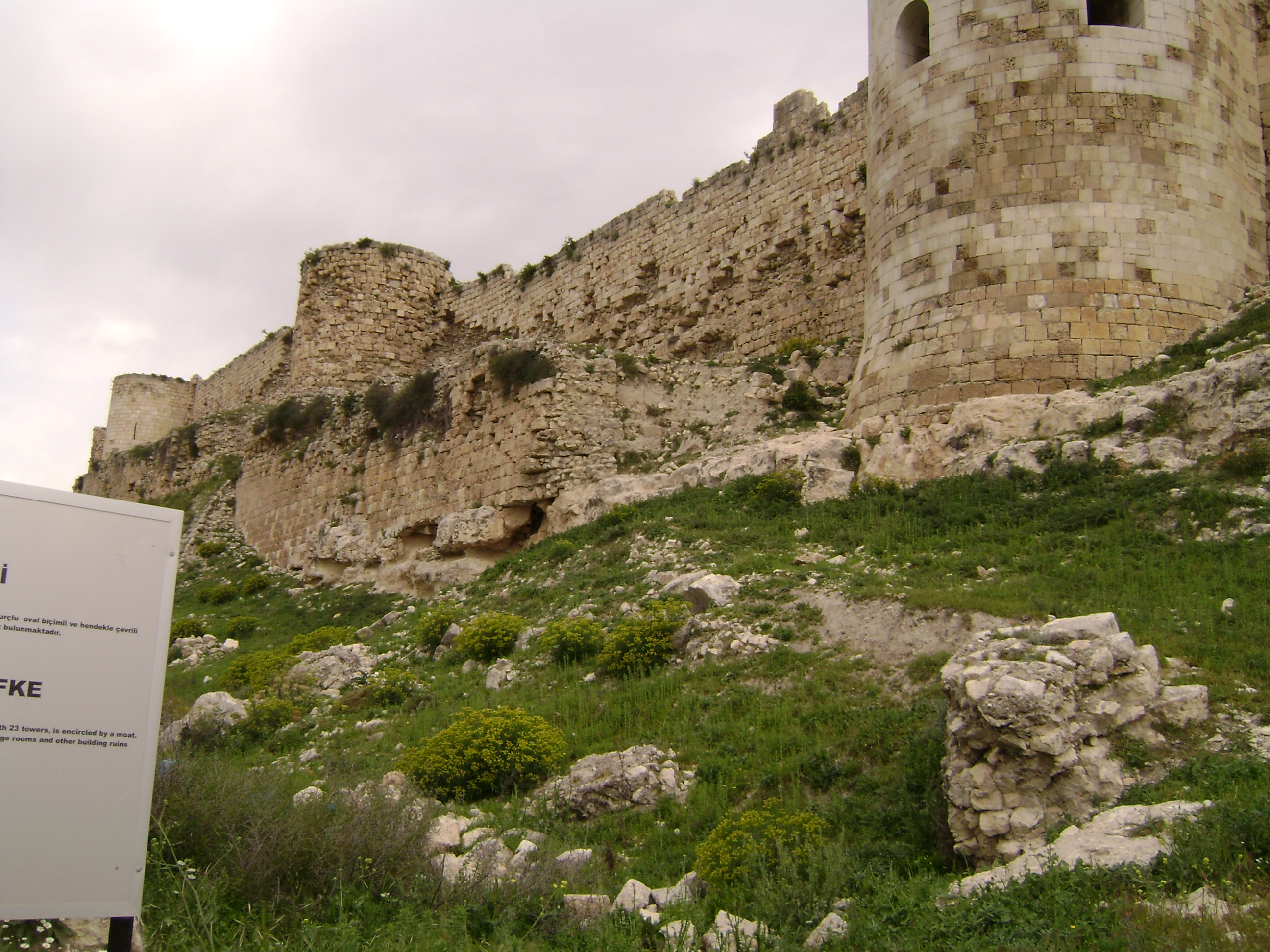
シリフケ城の外壁
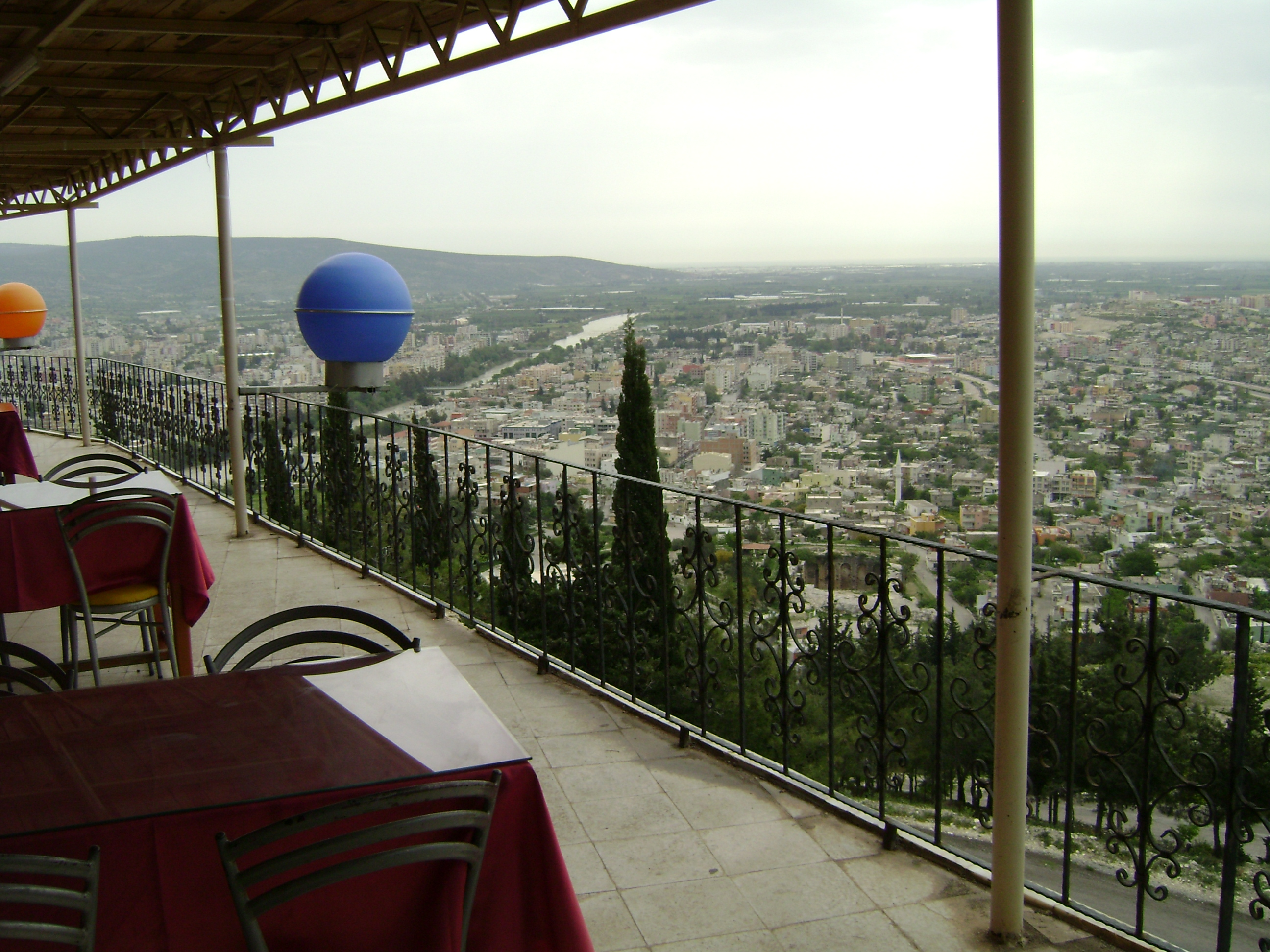
城の隣のバーからの眺望

## 生活と文化
シリフケにはトルクメン人のコミュニティがあり、民俗音楽や舞踊の伝統が残されている。「シリフケのヨーグルト」は、踊り手がヨーグルトを作る動作を踊っている。
無発酵パン「バズラマ」（bazlama）と乾いたコッテージ・チーズ「チョケレク」（çökelek）や揚げた肉の朝食などがある。ブルグルを使ったものが多い。シリフケ・ヨーグルト祭りが5月に開催される。